# Ionuț Niculescu
Ionuț Niculescu (sau Ion Gh. Niculescu; n. 26 octombrie 1948 – d. 8 august 2013, București, România) a fost un istoric de teatru român, director al Muzeului Teatrului Național din București.
A fost cronicar al vieții teatrale românești pentru mai bine de 40 de ani.
Sub directoratul lui Dinu Săraru (2001 - 2004), Ionuț Niculescu a definitivat, după o muncă susținută, reamenajarea Muzeului Teatrului Național, multă vreme închis. Deschiderea a avut loc la data de 14 decembrie 2001, după 23 de ani în care exponatele, crâmpeie din spectacole memorabile, și-au așteptat vechiul public, ca și pe mai noii spectatori ai generației tinere, dornici să cunoască istoria teatrului.
La Premiile Naționale din domeniul teatrului (stagiunea 2002 - 2003), acordate de Ministerul Culturii și Cultelor, i-a fost adjudecat Premiul pentru istorie, teorie și critică teatrală. Iar în cadrul Galei Uniter 2004, Ionuț Niculescu a primit Diploma de excelență „pentru cercetare în domeniul istoriei teatrului românesc, concretizată în cărți și în reconfigurarea modernă a Muzeului Teatrului Național «I.L.Caragiale» din București”.
În 2004, prin Decretul nr. 320/2004, art. 2, i-a fost conferită Medalia „Meritul Cultural” clasa a III-a, Categoria D - „Arta spectacolului” de către Președintele României.
În 2006 a primit Premiul "Niște țărani" pentru exemplara contribuție la păstrarea și punerea în valoare a tradițiilor teatrului românesc, la crearea Muzeului Teatrului Național, a cărui operă de cercetător și comentator plină de harul scrisului îl recomandă ca fiind, azi, cel mai de seamă istoric al Teatrului Românesc. (Fundația Națională pentru Civilizație Rurală "Niște Țărani", fondator Dinu Săraru)

## Biografie
Ionuț (Ion) Niculescu s-a născut pe 26
octombrie 1948, în București. Părinții și nașii nu l-au botezat Dumitru, după
numele sfântului ce se sărbătorește în această zi, ci Ion, în memoria unchiului
său, Ioan Staicu, pilot de vânătoare, doborât în 1944 în timpul unei misiuni de
apărare a orașului Brașov. Eroul avea doar 21 de ani.
Pasiunea
pentru teatru începe să-l mistuie de timpuriu. Dorința copilului era să devină
un mare artist. Prima apariție în public are loc în vara anului 1957, în tabăra
Țigănești, când recită, în cadrul programului artistic de la sfârșitul taberei,
poezia „Sergentul” de V. Alecsandri, fiind aplaudat cu frenezie de toți cei aflați
în sală, elevi și profesori. În toamna aceluiași an, Școala 146 organizează o
serbare care se desfășoară în sala de spectacole a Uzinelor „Vulcan”. Elevul
Ion Niculescu joacă în sceneta „Leneșul la lecție” de Mircea Sântimbreanu.
Mama,
observând atracția copilului către scenă, dorește să-i aprofundeze cunoștințele
despre teatru și îl înscrie la cercul de teatru de la Palatul Pionierilor. În anul 1958, se prezintă așadar la concursul de admitere cu fabula „Greierele și
furnica” de A. Donici. Este remarcat de profesorul Mihai Radoslavescu. Ajunge în
finală și, în cele din urmă, membru al cercului de teatru. Profesorul Mihai
Radoslăvescu vorbea cu multă caldură despre maeștrii teatrului românesc, încât
copilul îl asculta vrăjit. Constantin Nottara a fost primul nume de mare actor
pe care l-a auzit. Își dorește încă de acum să se dedice teatrului românesc,
iar marele actor să-i fie exemplu în munca sa.
Spectacolul
de debut s-a intitulat „În noaptea Anului Nou”, iar Ionuț Niculescu a jucat alături
de un viitor prieten bun, Andrei Pleșu. De acest spectacol își amintește și
scriitorul Corneliu Vadim Tudor în „Jurnalul Revoluției de la Crăciun  la Paști”: „În fine, a treia întâlnire cu teatrul s-a
produs la Palatul Pionierilor  [...] înăuntru se petrecea un fel de scenetă
jucată de elevi mai răsăriți, printre care și viitorul istoric de teatru Ionuț
Niculescu'”.
Multe
dintre spectacolele cercului de teatru de la Palatul Pionierilor,
mai ales cele din iarnă, erau transmise la televizor. În unele dintre ele, alături
de copii, jucau actori ai Teatrului Național „Ion Luca Caragiale” (Costache
Diamandi, Liviu Crăciun). Deseori, Ionuț Niculescu își amintea cu nostalgie de aceste spectacole, de turneele de la Galați, Brăila sau Oltenița. Tot în această perioadă începe să
meargă și la Radio.
În 1962,
Mihai Radoslavescu pleacă la Baia Mare. Pe acest om minunat, Ionuț nu l-a uitat niciodată,
el fiind cel care l-a îndrumat cu dragoste și răbdare pe acest drum fascinant
al teatrului. Mai merge pentru puțină vreme  la Palatul Pionierilor și la Radio,
dar, la școală, continuă să joace teatru. Primește premii pentru interpretare și
recitare. În 1966 (era în clasa a XI-a) i se acordă premiul al II-lea pe raion
pentru monologul lui Hamlet. A fost aplaudat îndelung. Participa la toate
activitățile culturale ale Liceului 36. Sub îndrumarea profesorului de limba
română, Constantin Ottescu, activitatea culturală a liceului este foarte bogată:
teatru, recitare, brigadă artistică de agitație. Un succes răsunător l-a avut
brigada artistică: locul I pe raion, locul al II-lea pe Capitală, mențiune pe țară.
Studentul Ion Niculescu rămâne legat sufletește de profesorul Ottescu. Publică în
revista liceului, „Gânduri tinere”, cronică literară, poezie. În 1970 publică în
această revistă articolul „Tudor Arghezi-infidelul cronicar dramatic”, un
fragment dintr-o lucrare pe care o pregătea: „Tudor Arghezi și teatrul”,
lucrare ce nu a văzut lumina tiparului. O primă dezamăgire a împătimitului de
teatru Ionuț Niculescu. A publicat însă multe articole despre Tudor Arghezi,
scriitor de care s-a simțit profund atras, în revistele „Teatrul” și „Rampa”.
Întâlnirea
cu George Franga, directorul Muzeului Teatrului Național „Ion Luca Caragiale”,
a însemnat un moment crucial în viața sa. De la George Franga  a învățat
foarte mult. Se considera cu mândrie ucenicul acestuia. Își dorea încă din 1969
(avea 21 de ani neîmpliniți) să lucreze la muzeu, pe postul de ghid, așa cum
reiese din cererea înaintată direcțiunii teatrului.. Iată cum îl caracterizează
George Franga în referatul anexat cererii: „Tânărul
student Ionuț Niculescu din anul II , deși crud încă – totuși este un matur
cunoscător al frământatei noastre scene dramatice și muzicale. Tânărul iubitor
de teatru românesc mai este și un talentat condeer și-l cunosc de foarte multă
vreme, ca un pasionat și îndrăgitor al trecutului teatrului românesc. Insist
respectuos și rog conducerea teatrului să-l angajeze cu cel mai modest salariu
pentru a putea pune la punct depozitul muzeului pe timpul verii, pentru care am
renunțat la concediu”. Cererii îi este atașată și recomandarea lectorului
universitar Vicu Mândra, cunoscut om de teatru, care conducea „Cercul de
istorie și critică dramatică din cadrul Facultății de limba și literatura română”.
Cererea ajunge pe masa tov. Ralea  pentru
a fi rezolvată „favorabil în limita posibilităților” .O altă dezamăgire...O altă
cerere este adresată direcțiunii Teatrului Național „Ion Luca Caragiale” în
anul 1975. Alt referat din partea lui George Franga, alte recomandări călduroase.
Directorul teatrului, actorul Radu Beligan este „În principiu de acord cu
rezerva avizului tov. Săceanu și Cebuc”. Nu a contat că desfășurase timp de 6
ani o intensă activitate publicistică, în special de istorie și critică teatrală,
că citise numeroase studii de muzeografie și istoriografie de teatru, că se inițiase
sub directa supraveghere a lui George Franga... Visul de a conduce Muzeul
Teatrului Național „Ion Luca Caragiale” i se împlinește abia în anul 1990.
Între anii
1990-2001 gândește o primă tematică a muzeului primei noastre scene, din păcate
într-un spațiu expozițional modest. În 2001, directorul general, Dinu Săraru,
reclădește Muzeul Teatrului Național la standarde europene și, acordându-i lui
Ionuț Niculescu întreaga sa încredere, pe care nu a dezmințit-o, îi încredințează
conducerea științifică a acestuia. Muzeul se redeschide în noul său lăcaș pe 14
decembrie 2001, în prezența dl. Adrian Năstase, Prim-Ministru al Guvernului României
în acea perioadă.   
În „Inscripție”
la lucrarea „Condeie și măști”, apărută în 2002, Ionuț Niculescu spune: „În toamna anului 1942, directorul general al
Teatrului Național din București, Liviu Rebreanu, inaugura muzeul primei scene
a țării, înfăptuit de George Franga. 'Încăperi modeste, în coasta
glorioasului așezământ, pe strada Câmpineanu, 
adăposteau mărturii documentare din trecute vieți de glorie și amar ale
premergătorilor. Corespondența, fotografii, afișe, programe, cărți, acte și
obiecte personale, câte reușise să adune George Franga după repetate rugăminți și
stăruitoare drumuri la familiile iluștrilor actori de altădată, înfiripau o
romantică istorie. Trei decenii la rând, sporind fără
odihnă tezaurul muzeului, istoricul scenei naționale George Franga, al cărui
discipol și urmaș sunt, a desfăcut în fața câtorva serii de cercetători mapele
cu documente, pentru dreapta cunoaștere și scriere a cronicii teatrului românesc.
            Sorb, la rându-mi, după o răbdătoare
și matură învățătură, din acest izvor nesecat prin ani. Din fondul arhivistic
al muzeului, înfățișez fapte ale vechimii artistice savârșite de oameni ai
rampei și ai condeiului, încredințat fiind că, ceea ce exprima el, viu în clipa
așternerii în pagină, viu  rămâne și
pentru urmașii vrednici.
            Sunt dator cu această carte în
primul rând directorului general al primei scene românești, prozatorul Dinu Săraru,
ctitorul noului muzeu al Teatrului Național.
            Marele animator mi-a schimbat
destinul, chemându-mă la înfăptuiri pe care le doream cu ardoare de multă
vreme. Îi stau alături cu mândrie și hărnicie, convins că trăiesc șansa pe care
Dumnezeu ți-o dă o singură dată în viață”.
Gândul
domnului Dinu Săraru a fost să reînvie o mare tradiție, consacrată de Liviu
Rebreanu, pe care îl consideră directorul cel mai mare al Naționalului din
epoca modernă. Lui Rebreanu îi datorăm înființarea muzeului, crearea
Bibliotecii Teatrului Național, matineele, chiar o scenă pentru cei tineri,
botezată Teatrul Mic.
În 2002
este inaugurată noua serie de Conferințe ale Muzeului nou al Teatrului Național,
cu prilejul aniversării a două veacuri de la nașterea ctitorului Teatrului cel
Mare, Ion Heliade Rădulescu, și a nașterii lui Ion Luca Caragiale.
Academicieni, universitari și cercetători prestigioși au onorat sesiunile științifice.
Sesiunea de comunicări dedicate lui Ion Heliade Rădulescu la 150 de ani de la
naștere (21 ianuarie 2002) sunt strânse între copertele cuminți ale lucrării
„Conferințele Teatrului Național”. Dinu Săraru afirma în „Cuvânt înainte” că „Fidelitatea noastră față de iluștrii înaintași
e izvorâtă din credința că, fără exemplul și cultul lor lucid, nu vom putea păși
inspirat și roditor înainte și cu atât mai mult într-o vreme când conștiința identității naționale și de
spirit se dovedește hotărâtoare în construirea lumii viitorului”.
Încurajat și
ajutat de Dinu Săraru, cel care a crezut în el, considerându-l cel mai de seamă
istoric al Naționalului din această perioadă, Ionuț Niculescu tipărește în
colecția „Biblioteca Teatrului Național” opt volume privind trecutul scenei românești:
„Alexandru Davila” (monografie), 2001, Editura Universalia
„Conferințele Teatrului Național” (în colaborare), 2002,
Editura Nemira
„Condeie și măști”, 2002, Editura Nemira
„Directorii Teatrului Național din București”, 2002, Editura
Nemira
„Corifei pe scena națională”, 2003, Editura Nemira
„Drama istorică națională”, 2003, Editura Nemira
„Clepsidra Teatrului cel Mare”, 2003, Editura Nemira
„Presa teatrală românească”, 2004, Editura Nemira.
În afara
colecției tipărește alte trei volume:
„O famile de actori la începutul veacului XX în 44 de
imagini” (album), Fundația D’ale Bucureștilor, 1997
„Amintirile Teatrului Național, evocări, documente din
veacul așezării”, Editura Ararat, 1997
„150 de ani de la aprinderea luminilor în Teatrul cel Mare”,
Editura Monitorul Oficial, 2002.
Cărțile
sale au fost apreciate de critici teatrali ai timpului: Saviana Stănescu
(„Adevărul literar și artistic”, nr. 434, 8 septembrie 1998, cronica la
„Amintirile Teatrului Național”), Eugen Comarnescu („Cronica română” lX, nr.
2975, 24 octombrie 2002, pag. 7, cronica la „Condeie și măști”; nr. 3039, pag.
7, 30 decembrie 2002, cronica la „Directorii Teatrului Național din București”;
14 martie 2003, cronica la „Drama istorică națională”; 15 iulie 2003, cronica
la „Clepsidra Teatrului cel Mare”), Gabriela Simion („Cotidianul”, 16 octombrie
2002, cronica la „Condeie și măști”), Valeriu Râpeanu („Curierul Național”, 13
septembrie 2003, cronica la „Drama istorică națională”), Mircea Ghițulescu
(„Curentul”, 3 martie 2003, cronica la „Directorii Teatrului Național din
București”; „Dimineața”, 16 iulie 2003 cronica la „Drama istorică națională”),
Florentin Popescu („Economistul”, 19 iulie 2003, cronica la „Directorii
Teatrului Național din București”; 4 septembrie 2003, cronica la „Clepsidra Teatrului
cel Mare”), Cornelia Ștefănescu („România literară”, 6-12 august 2003, cronica
la „150 de ani de la aprinderea luminilor în Teatrul cel Mare”).
Pentru dăruirea
în munca desfășurată ca director al muzeului, a primit aprecierea a doi mari directori
ai Teatrului Național din București, Radu Beligan și Dinu Săraru:
„Ionuț
Niculescu se plimbă printre umbrele ilustre ale scenei românești cu un firesc
pe care nu-l are în viața contemporană, unde se simte stingher și marginalizat.
Pentru el, Nottara, Demetriad, Liciu ori Brezeanu sunt mai vii decât
politicienii zilei. El preferă mirosurilor dubioase ale tranziției, parfumul de
naftalină al Muzeului Teatrului Național al cărui director inteligent și
pasionat este. Acest Candide cultivă în grădina lui florile rare care reprezintă
titlurile noastre de noblețe. Să-i mulțumim pentru nobila osteneală” (Radu Beligan).
„Ionuț
Niculescu este, astăzi, posesorul unic al cheii care deschide fascinanta ladă
de zestre a Naționalului bucureștean. Împătimit de istoria teatrului cel Mare, dăruit ei, îmbătat
fericit de parfumurile ei ascunse în cărți, gazete, afișe, scrisori, jurnale
intime, albume, fotografii, vrafuri de role răsfoite de mâinile celebrilor
magicieni ai primei scene, tablouri și busturi semnate de nume ilustre,
suveniruri fără număr, dintre acestea nelipsind nici ochelarii lui Caragiale,
Ionuț Niculescu mai este și un înzestrat povestitor, în stare să facă vii sub
ochii noștri și întâmplări de demult, ca și când ar fi fost martor și părtaș. Urmașul lui George Farga și Ioan Masoff, deopotrivă, ne dăruiește,
în stagiunea în care aniversăm un veac și jumătate de la aprinderea luminilor în
Teatrul cel Mare, pagini cu adevărat memorabile.” (Dinu Săraru)
Domnul Dinu Săraru îl propune, în anul
2003, Ministerului Culturii și Cultelor 
pentru Premiul Național pentru Istorie, Teorie și Critică Teatrală, iar
un an mai târziu, Președinției, pentru Meritul Cultural  clasa a III-a. În anul 2004 primește Diploma
de excelență a Asociației Internaționale a Criticilor de teatru, în cadrul
Galei UNITER. Din luna noiembrie 2004, devine membru al Uniunii Scriitorilor
din România. În 2006, primește Premiul „Niște Țărani” din partea Fundației Naționale
pentru Civilizație Rurală „Niște Țărani”, al cărui președinte este dl. Dinu Săraru,
membru de onoare al Academiei Oamenilor de Știință. Premiul obținut este răsplata
pentru exemplara sa contribuție la păstrarea și punerea în valoare a tradițiilor
teatrului românesc, la crearea Muzeului Teatrului Național. O diplomă pentru aportul
la cercetarea și valorificarea teatrului românesc primește în anul 1987 din
partea Biroului Secției de Critică Teatrală A.T.M.
Aproape patru decenii activează în presa
culturală, atât  la Radio,
cât și în Televiziune, în calitate de istoric de teatru. Cele mai multe colaborări le are la publicațiile
„Teatrul”, „Rampa”, „Amfiteatru”, „Viața Studențească”, „Steagul roșu”, „Argeș”,
„Azi cultural”, „ABC”. Articolele din revista „Teatrul” cuprind contribuții
istoriografice (35), note (149), documente (46), aniversări (29), recenzii
(22), interviuri (11), portrete (12), cronică dramatică (41), reportaje și
anchete (15), eseuri (49).
Între anii 1975 și 1984 publică 150
articole la rubrica „Rampa acum 50 de ani”. În revista „Rampa”, între anii
1994-1997, publică 141 de articole, iar în seria nouă, între anii 1997-1998,
118 articole. În reviste („Teatrul”, „Cinema”, „Rampa”) și ziarul „Steagul roșu”,
dar și la Radio,
tipărește și rostește 80 de articole despre marele actor  Aristide Demetriade.
Activitatea  la Radio a fost intensă. Între
anii 1975-1989 a
ținut rubrica săptămânală „File din instoria teatrului românesc” și, tot la Radio, i s-au jucat 15
scenarii radiofonice, în emisiunile „Figuri de seamă din istoria culturii românești”
și „Portrete din Galeria Națională” (Costache Conachi, Iosif Vulcan, Mihail Kogălniceanu,
Grigore Alexandrescu, Ion Câmpineanu, C. A. Rosetti, Gheorge Magheru, Costache
Negri, Christian Tell). 35 de emisiuni din cadru „Teatrului radiofonic” au fost
dedicate unor actori și dramaturgi români clasici.
Între anii 1985-1999, nenumărate sunt
participările la emisiunea „Răspundem ascultătorilor”. Mulți s-au bucurat de
mulțimea de informații din lumea teatrului, dar și de vocea expresivă, caldă a
celui ce le transmitea pe calea undelor.
La Televiziune a evocat mari actori români și a rămas
consultant permanent până când boala l-a învins.
Sunt mulți care au beneficiat din partea
lui de sfaturi și informații despre teatru, dar și de informații din alte
domenii culturale, pentru că Ionuț Niculescu a fost un intelectual de mare
clasă. Erau zile în care primea și câte 5-6 telefoane, stătea cu persoanele
respective de vorbă minute în șir. O făcea cu plăcere, cu multă dragoste,
multumit că poate ajuta și că poate vorbi despre teatrul românesc.
Deși bolnav, gândul lui era la muzeu. Nu
se împăca cu gândul că a fost forțat să se pensioneze anticipat, când el mai
avea atâtea de făcut...
Au fost și alte aspecte ce au accelerat
evoluția bolii. Nemulțumirile și acuzațiile conducerii Teatrului Național
privind inundațiile din muzeu, cu toate că era vina managementului deficient al
constructorului ce reabilita clădirea, acesta decopertând teatrul fără a lua
măsuri de protecție antipluviale. Aceste inundații au dus la distrugerea unor
bunuri inestimabile ale teatrului și culturii românești, manuscrise și cărți,
tablouri și obiecte de recuzită – lucru ce l-a afectat și emoțional.  De altfel, tremura pentru orice artefact ce părăsea incinta muzeului, pentru a fi prezentat în alte locuri. În lipsa lui - fiind în concediu medical sau de odihnă - au fost scoase din muzeu piese inestimabile pentru etalarea lor în foaiere nesupravegheate.
A murit la 8 august 2013.

## Cărți publicate
- „O familie de actori la începutul veacului XX în 44 de imagini" - album, (1997)
- „Amintirile Teatrului Național, evocări documentare din veacul așezării" (1997)
- „Alexandru Davila, micro-monografie" (2001)
- „Conferințele Teatrului Național" col. (2002)
- „Directorii Teatrului Național din București” (2002)
- „Clepsidra Teatrului cel Mare,- evocări, documente, mărturii” (2003)
- „Corifei pe scena națională - evocări, documente, mărturii” (2003)
- „Drama istorică națională "între document și ficțiune"” (2003)
- „150 de ani de la aprinderea luminilor în Teatrul cel Mare” - album aniversar (2002)
- „Condeie și măști din Muzeul Teatrului Național” (2002)
- „Un actor absolut” - colecția Conferințele Teatrului Național
- Presa teatrală românească, 1835 - 1944” (2004)